# 石岡ショッピングセンターぱれっと
石岡ショッピングセンターぱれっと（いしおかショッピングセンターぱれっと）は、茨城県石岡市石岡に存在し、石岡ショッピングセンター協同組合が運営していたショッピングセンター。1987年（昭和62年）12月12日開業。2019年（平成31年）2月17日閉業。
核テナントはイオン石岡店だった。　

## 略歴
- 1987年12月12日：開店。
- 1995年6月29日：増床リニューアル。
- 2008年4月18日：映画館「石岡パレットシネマ」閉館。
- 2011年3月1日：核テナントのジャスコ石岡店がイオン石岡店に改称。
- 2019年2月17日：閉店。建物は解体された。

## 主なテナント
イオン石岡店（2011年2月28日まではジャスコ石岡店）の他、44の専門店で構成されていた。
また、開業から2008年4月18日まで映画館「石岡パレットシネマ」（2スクリーン、89席・101席）が存在した。

## アクセス
- 車
  - 国道6号沿い、旭台1丁目交差点そば。駐車場台数およそ1300台。
- 鉄道
  - 石岡駅から、関東鉄道バス水戸駅行き。

## 周辺
- 石岡市立東小学校
- ヨークタウン石岡
- ピアシティ石岡
- 石岡市営斎場